# El Zapote, La Perla
El Zapote är en ort i Mexiko.   Den ligger i kommunen La Perla och delstaten Veracruz, i den sydöstra delen av landet, 210 km öster om huvudstaden Mexico City. El Zapote ligger 1 749 meter över havet och antalet invånare är 821.
Terrängen runt El Zapote är kuperad åt sydost, men åt nordväst är den bergig. Runt El Zapote är det ganska tätbefolkat, med 155 invånare per kvadratkilometer. Närmaste större samhälle är Orizaba, 12,7 km söder om El Zapote. I omgivningarna runt El Zapote växer huvudsakligen savannskog.